# 田店镇
田店镇，是中华人民共和国湖北省孝感市应城市下辖的一个乡镇级行政单位。

## 行政区划
田店镇下辖以下地区：
街道村、田店村、刘先村、王店村、畅马村、陈砦村、曾河村、叶河村、长李村、汪凡村、肖黄村、陈王村、叶棚村、柘陈村、张董村、鸭港村、店坡村、潘马村、曹庙村、姜店村、黄棚村和陈岗村。